# Roman Prawocheński
Roman Prawocheński (ur. 11 września 1877 we wsi Liwienka, gubernia woroneska, zm. 6 sierpnia 1965 w Krakowie) – polski zootechnik, od 1926 roku profesor Uniwersytetu Jagiellońskiego, od 1944 roku Uniwersytetu Marii Curie-Skłodowskiej w Lublinie, a od 1953 Wyższej Szkoły Rolniczej w Krakowie. Członek tytularny PAN (od 1952), encyklopedysta. 

## Życiorys
Urodził się w rodzinie Romana (1836–1896) i Marii z Majewskich (1846–1915). Miał siostrę Zofię, która zmarła w wieku 8 lat na tyfus brzuszny. Po ukończeniu gimnazjum filologicznego w Taganrogu i zdaniu w 1896 matury, rozpoczął studia na wydziale matematyczno-przyrodniczym Uniwersytetu w Petersburgu, które ukończył w 1901 na podstawie zdanych egzaminów i pracy dyplomowej na temat Typu czaszek ludu białoruskiego w okolicach Nomastyrów. Po studiach podjął pracę jako korektor w czasopiśmie „Konnozawodstwo i Koniewodstwo”. W latach 1909–1917 pełnił funkcję centralnego specjalisty do spraw hodowli zwierząt w Departamencie Rolnictwa Głównego Zarządu Dóbr Państwowych w Petersburgu. Jednocześnie kierował Stacją Doświadczalną Hodowli Koni w Petersburgu i Moskwie. Po wybuchu I wojny światowej objął w 1915 roku funkcję pełnomocnika zachodniego frontu (z siedzibą w Witebsku) do ewakuacji bydła zarodowego. Od 1919 roku wykładał hodowlę zwierząt na kursach dla agronomów i lekarzy weterynarii przy Politechnice w Kijowie. W okresie działalności w Rosji ogłosił ponad 30 prac i artykułów z zakresu hodowli koni, owiec i żywienia zwierząt. W 1919 roku przyjechał do Polski i rozpoczął pracę jako starszy referent w Wydziale Hodowli Koni Ministerstwa Rolnictwa i Dóbr Państwowych. Następnie został kierownikiem Wydziału Hodowli Zwierząt Państwowego Instytutu Naukowego Gospodarstwa Wiejskiego w Puławach. W 1925 roku został mianowany profesorem zwyczajnym hodowli zwierząt na Wydziale Rolniczym Uniwersytetu Jagiellońskiego. Od tego momentu, aż do wybuchu II wojny światowej, prowadził ożywioną działalność naukową. W roku 1936 objął funkcję prezesa Polskiego Towarzystwa Zootechnicznego. 
Był również encyklopedystą, edytorem Praktycznej encyklopedii gospodarstwa wiejskiego. Napisał w ramach tego cyklu encyklopedycznego tom nr 22–24, Pochodzenie, pokrój i rasy koni  oraz nr 57–60, Hodowla, wychów i użytkowanie koni .
Po wybuchu II wojny światowej wyjechał z żoną do wsi Buda Stalowska k. Tarnobrzegu, gdzie jego syn Roman jr. kierował gospodarstwem rybackim, następnie do majątku hr. Tyszkiewicza Tarnawatka k. Tomaszowa Lubelskiego. Po powrocie do Krakowa, 6 listopada 1939 został aresztowany w ramach Sonderaktion Krakau i do lutego 1940 był więźniem obozu koncentracyjnego Sachsenhausen. Po zwolnieniu z obozu 8 lutego 1940 rozpoczął pracę w Izbie Rolniczej w Krakowie, a rok później w Instytucie Rolniczym w Puławach. Zorganizował tam doświadczalną stadninę koników polskich.
W 1945 roku, w reaktywowanym Państwowym Instytucie Gospodarstwa Wiejskiego w Puławach, stworzył Dział Hodowli Koni, natomiast na Wydziale Rolniczym Uniwersytetu Marii Curie-Skłodowskiej powołał do życia Katedrę Ogólnej Hodowli Zwierząt. Kierował nią przez 2 lata. W roku 1948 otrzymał godność Prezesa Honorowego Polskiego Towarzystwa Zootechnicznego. W 1951 roku podjął dodatkowe zatrudnienie w dziale Hodowli Koni Instytutu Zootechniki w Krakowie. W 1952 roku został powołany na członka tytularnego Polskiej Akademii Nauk. W 1954 roku, na skutek doznania paraliżu, został zmuszony do rezygnacji z udziału w aktywnym życiu zawodowym. W 1955 roku otrzymał Nagrodę Państwową II stopnia za osiągnięcia w dziedzinie hodowli zwierząt. W 1961 roku Wyższa Szkoła Rolnicza w Krakowie nadała mu tytuł doktora honoris causa.
Od 18 czerwca 1901 był mężem Heleny ze Świętorzeckich h. Trąby (1877–1972). Mieli dwoje dzieci - syna Romana (1903–1993) i córkę Irenę (1905–1991). Jego zięciem był Henryk Niewodniczański.
Zmarł 6 sierpnia 1965 w Krakowie, pochowany na cmentarzu Rakowickim (kwatera XXIVA-5-6).

## Publikacje
- Roman Prawocheński: Pochodzenie, pokrój i rasy koni. Warszawa: Wydawnictwo Towarzystwa Oświaty Rolniczej, Księgarnia Rolnicza, Zakłady Graficzno-Wydawnicze „Książka”, 1922.
- Roman Prawocheński: Hodowla, wychów i użytkowanie koni. Warszawa: Wydawnictwo Towarzystwa Oświaty Rolniczej, Księgarnia Rolnicza, Druk Synów St. Niemiry, 1924.

## Ordery i odznaczenia
- Krzyż Komandorski Orderu Odrodzenia Polski (20 września 1951[10]
- Krzyż Oficerski Orderu Odrodzenia Polski (19 sierpnia 1946)[11]
- Medal 10-lecia Polski Ludowej (14 stycznia 1955)[12]
- Krzyż Oficerski Orderu Zasługi Rolniczej (Francja, 1924)[3][13]